# Romersk arkitektur
Romersk arkitektur udviklede romerne fra den græske arkitektur, men den romerske fik tidligt et mere urbant præg end den græske. Fra grækerne arvede romerne for eksempel tempel-, teater-, palads-, bolig- og basilikaarkitekturen, fra etruskerne hvælvet, men fusionen mellem disse og for eksempel termalbadene var romernes egne opfindelser. En betydningsfuld opfindelse var den naturlige cement, puzzola, med hvilken romerne kunne opføre gigantiske kupler og romerske akvædukter.